# Sommer-Paralympics 1972
Die IV. Sommer-Paralympics fanden vom 1. August bis 10. August 1972 als XXI. Weltspiele der Gelähmten in Heidelberg statt. Wie 1968 wurden die Spiele nicht in derselben Stadt wie die Olympischen Sommerspiele abgehalten. Die von Bundespräsident Gustav Heinemann eröffneten Wettkämpfe wurden an insgesamt sieben Tagen ausgetragen.
Ursprünglich sollten die Paralympics ebenso in München stattfinden wie die Olympischen Sommerspiele, doch war der Umbau des Olympischen Dorfes unmittelbar nach dem Abschluss der Spiele geplant, sodass die Teilnehmer der Paralympics dort nicht untergebracht werden konnten. Deshalb sprang Heidelberg als Ausrichter ein. Großen Beifall fand das als Kommunikationsmittelpunkt auf dem Sportgelände errichtete Bierzelt – diese Idee wurde für die nachfolgenden Paralympics übernommen. 
Die Paralympics wurden auf den Sportanlagen der Universität Heidelberg im Neuenheimer Feld und des neuen Bundesleistungszentrums ausgetragen. Der Deutsche Versehrtensportverband übernahm die Organisation der Spiele. Zum ersten Mal nahmen auch Sehbehinderte aus Deutschland in neuen Sportarten bzw. Disziplinen teil. Insgesamt waren es 1004 Athleten aus 41 Teilnehmerländern, die um Medaillen und Plätze kämpften. Große Militärbusse der US-Army brachten die Sportler und Betreuer von den Unterkünften zu den Sportanlagen.

## Erfolge der deutschen Mannschaft
Deutschland gewann 1972 zum ersten Mal den ersten Platz in der Nationenwertung. Vor heimischer Kulisse wurden insgesamt 67 Medaillen, davon 28 Goldmedaillen, gewonnen. Edmund Weber war mit drei Siegen (Kugelstoßen, Diskuswurf und Speerwurf) und einem dritten Platz im Tischtennis der erfolgreichste deutsche Sportler. Insgesamt sechs weitere Teilnehmer gewannen jeweils drei Medaillen.

## Teilnehmende Nationen
Deutschland stellte mit 80 Athleten die größte Mannschaft, gefolgt vom Vereinigten Königreich und Frankreich. Folgende Nationen nahmen an den Spielen teil:

| - Ägypten - Argentinien - Australien - Bahamas - Belgien - BR Deutschland - Brasilien - Dänemark - Finnland - Frankreich - Hongkong - Indien - Irland - Israel | - Italien - Jamaika - Japan - Kanada - Kenia - Malaysia - Malta - Mexiko - Neuseeland - Niederlande - Norwegen - Österreich - Peru - Polen | - Portugal - Rhodesien - Rumänien - Schweden - Schweiz - Spanien - Südafrika - Südkorea - Tschechoslowakei - Uganda - Ungarn - Vereinigte Staaten - Vereinigtes Königreich - Jugoslawien |

## Sportarten

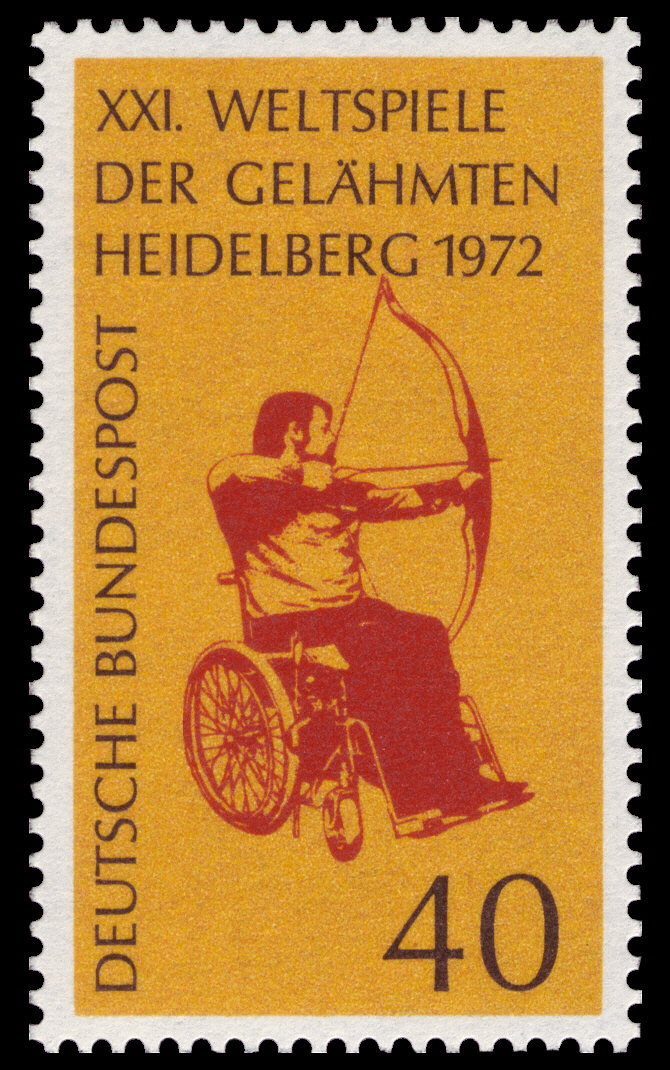
Deutsche Sonderbriefmarke: XXI. Weltspiele der Gelähmten Heidelberg 1972

Bei den 4. Sommer-Paralympics wurden in zehn Sportarten Wettkämpfe ausgetragen. Goalball und der 100-Meter-Lauf für Blinde war lediglich als Demonstrationswettbewerb angesetzt.
- Bogenschießen
- Darts
- Gewichtheben
- Leichtathletik
- Lawn Bowling
- Rollstuhlbasketball
- Rollstuhlfechten
- Schwimmen
- Snooker
- Tischtennis

Zum Endspiel im Rollstuhlbasketball zwischen Israel und den USA kamen über 4000 Zuschauer.